# Jehane Ragai
Jehane Nour El Din Ragai (née le 17 août 1944, au Caire, Égypte) est une chimiste égyptienne, Professeure émérite de chimie à l'Université américaine du Caire (AUC), où elle a dirigé un groupe de recherche sur la chimie de surface. Elle est impliquée dans la chimie archéologique, et a étudié le mortier utilisé dans la construction du Sphinx et d'autres structures. Elle a aussi écrit l'ouvrage The Scientist and the Forger, sur les techniques scientifiques pour la détection des faux en art.

## Enfance et éducation
Jehane Ragai est l'enfant de Nour El Din Abdel Fattah Ragai et Doria Ahmed Shafik. Elle a reçu son baccalauréat ès sciences en chimie, en 1966, et un master of science en chimie de l'état solide en 1968, les deux à l'Université américaine du Caire. Elle a obtenu son doctorat en chimie de l'Université Brunel à Londres en 1976[réf. nécessaire].

## Carrière
Ragai rejoint l'Université Américaine du Caire en 1966 en tant qu'assistante en chimie, devenant professeure assistante en 1979, professeure associée en 1983, et enfin professeure en 1991[réf. nécessaire]. Ragai sert en tant que présidente du sénat de l'université, de 1998 à 2000, suivie par une période en tant que directrice du département de chimie entre 2000 et 2006. Elle est maintenant professeure émérite,.
Son domaine de recherche est la chimie de surface, en particulier les interfaces entre les gaz et les solides et entre les liquides et les solides. Elle a été chercheuse principale, conduisant le groupe de recherche sur la chimie de surface du Youssef Jameel Science and Technology Research Center (STRC) à l'AUC
,.
Elle est connue pour son travail à la fois en chimie de surface et en chimie archéologique. Elle a été consultante en chimie pour le Centre de recherche américain en Égypte (American Research Center in Egypt, ARCE) sur son projet autour du Sphinx et a étudié les propriétés des mortiers datant de l'Égypte antique] et utilisés pour le Sphinx et la Pyramide de Khéphren,,. Elle a siégé au Comité National pour l'Étude du Sphinx de Gizeh.
Dans le domaine de l'art et de la fraude artistique, elle est connue pour son article « The Scientific Detection of Forgery in Paintings », et son ouvrage The Scientist and the Forger. Ragai traite de l'application des avancées techniques médico-légales telles que la réflectographie infrarouge, la dendrochronologie ou encore l'imagerie multispectrale pour l'identification et l'authentification des œuvres d'art,. Son travail est recommandé comme un modèle pour la création d'un laboratoire scientifique pour l'authentification des œuvres par des artistes égyptiens.
Ragai a été membre du jury international dans le domaine des sciences physiques pour le Prix L'Oréal-Unesco pour les femmes et la science. Elle a siégé au comité de rédaction de la revue Adsorption Science and Technology.

## Famille
Elle a d'abord été mariée à Ali Tosson Islam (8 février 1968-juillet 1989). En avril 2010, elle a épousé Jean-Meurig Thomas (en), devenant connue sous le nom de Jehane Ragai, Lady Thomas[réf. nécessaire].

## Publications
- The Scientist and the Forger : insights into the scientific detection of forgery in paintings
- Jehane Ragai, The Philosopher's Stone : Alchemy and Chemistry, vol. 12, coll. « Journal of Comparative Poetics », 1992, « Metaphor and Allegory in the Middle Ages »